# Пфафф, Иоганн Вильгельм Андреас
Иоганн Вильгельм Андреас Пфафф (нем. Johann Wilhelm Andreas Pfaff, 1774—1835) — немецкий математик и астроном, иностранный член-корреспондент Петербургской Академии наук (1807), член Баварской академии наук. 

## Биография
Родился 5 декабря 1774 года в Штутгарте. Он был самым младшим из двенадцати детей Фридриха Буркхарда Пфаффа; из старших братьев известность получили математик Иоганн Фридрих Пфафф (1765—1825), а также физик и химик Кристиан-Генрих Пфафф (1773—1852).
После гимназии, которую он окончил в возрасте 16 лет, в протестантском монастыре Тюбингена он с 1791 по 1796 годы изучал философию и теологию; в 1793 года стал магистром философии; в 1800 году стал читать В Тюбингене лекции. В августе 1803 года он получил — по-видимому, по рекомендации своего брата Иоганна Фридриха Пфаффа — предложение стать ординарным профессором прикладной математики и астрономии в открывшемся Дерптском университете. 
С начала 1804 года он читал в университете лекции по чистой математике (преимущественно элементарной, так как, до 1810 года, преподавание математических наук в Дерптском университете носило элементарный характер), механике и прикладной математике, топографии и астрономии. Кроме чтения теоретических лекций, он занимался со студентами также и астрономическими наблюдениями; один из его слушателей и учеников, Паукер, ещё будучи студентом, производил астрономические наблюдения и успешно выполнил большую геодезическую работу. Поскольку обсерватория Дерптского университета в то время ещё не была построена, то Пфафф выполнял наблюдения с помощью небольших переносных инструментов во временной обсерватории, которую он устроил на своей квартире. В 1807 году университет приобрёл большой 8-футовый пассажный инструмент, для установки которого понадобилось устроить новую, также временную, обсерваторию. Некоторые наблюдения и исследования, сделанные Пфаффом на этих обсерваториях, опубликованы им в ряде статей, помещённых в трёх изданных Пфаффом номерах первого астрономического издания Дерптского университета: «Astronomische Beyträge» (Дерпт, 1806—1807)  и в брошюре: «De tubo culminatario Dorpatensi brevis narratio», так и в астрономических журналах: «Astronomische Jahrbücher» Боде и «Monatliche Correspondenz» Цаха. Наблюдения Пфаффа, имевшие целью определение широты и долготы Дерпта, сопровождались тщательной разработкой математической теории инструментов. Особенный интерес представляют предложенные Пфаффом формулы редукции наблюдений полуденной трубой. Кроме того, Пфафф представил в удобном виде некоторые формулы сферической и практической астрономии. Также он опубликовал несколько статей по теоретической астрономии и небесной механике.
В середине 1809 года он перешёл профессором в Реальный институт в Нюрнберге, где пробыл до 1817 года. Затем он был профессором Вюрцбургского университета (1817—1818), и получил в это время приглашение на прежнее место в Дерптском университете, но приглашения этого не принял и осенью 1818 года переехал в Эрлангенский университет, профессором математики. Заведуя физическим кабинетом, он также читал лекции по астрономии, изучал недавно открытую спектроскопию и продвигал Йозефа Фраунгофера, которого позже предложил для почетного доктора. Пфафф стал членом Академии Санкт-Петербурга, Баварской академии наук и Физико-медицинского общества Москвы.
Со времени возвращения в Германию Пфафф перестал заниматься астрономическими наблюдениями. Из напечатанных Пфаффом с 1810 по 1835 год довольно многочисленных сочинений, он издал также несколько астрологических сочинений (в том числе астрологических календарей), в которых сперва с разными неясными оговорками, а потом уже открыто признавал себя астрологом. Эти астрологические фантазии Пфаффа способствовали быстрому забвению его серьёзных научных работ и вызвали жёсткую критику Гаусса, Боде и Ольберса.
Кроме того он пытался заниматься исследованиями в лингвистике, санскрите, египтологии; выступал с критикой работ Жана-Франсуа Шампольона.
Пфафф был иностранным член-корреспондентом Петербургской Академии наук (1807) и Московского физико-медицинского общества; членом Баварской академии наук. 
Умер 26 июня 1835 года в Эрлангене.

## Семья
В 1816 году умерла его первая жена и в 1817 году он женился во второй раз, на Луизе Планк. У них было трое сыновей и дочь; в их числе: Виталис Пфафф (1824—1872), Фридрих Пфафф (1825—1886), Pauline Pfaff (1827—1907).